# Dysschema parnassiodes
Dysschema parnassiodes är en fjärilsart som beskrevs av Walker 1854. Dysschema parnassiodes ingår i släktet Dysschema och familjen björnspinnare. Inga underarter finns listade i Catalogue of Life.